# Mörön
Mörön (mongolul: Мөрөн) a mongóliai Hövszgöl tartomány székhelye. Nevének jelentése: folyó, folyam. A Hangáj-hegységtől északra található, a Delgermörön – itt 15 kilométer széles – völgyében. Ulánbátortól légvonalban 528 kilométerre van, lakossága 36 082 fő.

## Története
A település elődje az 1809-ben alapított Möröngín Hüré kolostor, ami a Delgermörön partján állt. A 20. század elején a kolostorban már 1300 láma élt. 1937-ben – sok más kolostorral együtt – ezt a kolostort is lerombolták. 1990-ben a város nyugati szélén egy új, kicsi kolostort alapítottak Dandzadarjá Hijd néven.

## Szolgáltatások
Mörönben található kórház, posta hivatal, iskolák, óvodák, színház, valamint az ország egyik legnagyobb szabadtéri piaca. Múzeumában a darhatok és rénszarvas tenyésztő cátánok ruháinak, eszközeinek kiállítása látható.
A várost saját hőerőműve látja el árammal, de 2004 óta a mongol központi elektromos hálózatra is csatlakozik.

### Repülőtér
Mörön repülőtere (ICAO: ZMMN, IATA: MXV) egy aszfaltozott és egy füves kifutópályával rendelkezik (2440 és 2000 méteresek). Menetrend szerinti repülőjárat köti össze Ulánbátorral, valamint néhány nyugati tartományba tartó repülő is meg szokott itt állni.

## Népesség
| Lakosok száma | 119 063 | 36 082 | 114 331 | 118 162 | 122 361 | 127 101 | 128 771 | 130 471 | 132 763 | 134 530 |
|               | 2000    | 2007   | 2010    | 2013    | 2014    | 2015    | 2016    | 2017    | 2018    | 2019    |